# Blue Thumb Records
Blue Thumb Records fue un sello discográfico norteamericano fundado en 1968 por Bob Krasnow, junto con los antiguos ejecutivos de A&M Records, Tommy LiPuma y Don Graham. El último lanzamiento de Blue Thumb tuvo lugar en 1978.

## Historia
Antes de fundar Blue Thumb, Bob Krasnow había estado ligado al negocio discográfico durante muchos años, trabajando como promotor para King Records y para Buddah/Kama Sutra Records. Blue Thumb fue originalmente el nombre que se le iba a dar a la banda de Captain Beefheart, pero Krasnow pensó que el nombre no era para un grupo de rock, por lo que lo utilizó para bautizar a su sello discográfico.
Los artistas que grabaron con Blue Thumb Records fueron Captain Beefheart, Phil Upchurch, Ben Sidran, Last Poets, Gerry Rafferty, The Credibility Gap, The Crusaders, Hugh Masekela, Sam Lay, Sylvester, Southwind, Robbie Basho, Tom Rapp, Aynsley Dunbar's Retaliation, Dan Hicks and His Hot Licks, Jimmy Smith, Dave Mason, The Pointer Sisters, T. Rex, Ike & Tina Turner, Love, Gábor Szabó, Mark-Almond, Modereko y National Lampoon.
Blue Thumb originalmente usó una distribuidora independiente, pero a partir de 1970 se hizo cargo Capitol/EMI. Gulf and Western lo hizo a partir de 1971, ABC Records desde 1974 y MCA Records desde 1979. 
En el Reino Unido y Europa, Blue Thumb publicó a través de Harvest Records entre 1969 y 1971, e Island Records posteriormente.
El sello fue reactivado en 1995 para publicar blues y soft rock. Esto siguió siendo así, incluso después de la fusión de 1998 entre la sociedad matriz, Universal Music Group y PolyGram, quedando bajo el control de Verve Music Group. A principios de 2005, the Blue Thumb fue desactivado de nuevo, siendo sustituido por Verve Forecast. 